# Matsumoto Hiroya
Matsumoto Hiroya (松本 寛也 Matsumoto Hiroya, Tùng Bản Khoan Dã) là một diễn viên Nhật Bản từ quận Akita quản lý bởi Avex Entertainment, được biết tới nhờ vai diễn Ozu Tsubasa / MagiYellow (小津翼／マジイエロー MajiIerō) trong Mahou Sentai Magiranger. Năm 2012 anh trở lại Tokusatsu với vai Jin Masato / Beet Buster (陣 マサト/ビートバスター Bīto Basutā) trong Super Sentai Series thứ 36, Tokumei Sentai Go-Busters.

## Phim
- Mahou Sentai Magiranger - MagiYellow / Ozu Tsubasa (2005 -2006)
- Mahou Sentai Magiranger The Movie: Bride of Infershia - MagiYellow / Ozu Tsubasa (2005)
- Mahou Sentai Magiranger VS Dekaranger - MagiYellow / Ozu Tsubasa (2006)
- Chō Ninja Tai Inazuma! - Senden / Kankichi (2006)
- Boys Love - Chidori Furumura (2006)
- GoGo Sentai Boukenger vs. Super Sentai - MagiYellow / Ozu Tsubasa (2007)
- Tokumei Sentai Go-Busters - Beet Buster / Jin Masato (2012 - 2013)
- Musical Air Gear - Juliet (2007)
- Chō Ninja Tai Inazuma!! Spark - Senden / Kankichi (2007)
- Shuriken Sentai Ninninger - MagiYellow / Ozu Tsubasa (khách mời) ở tập 38 (2015)
- Tên lừa đảo (khách mời) ở tập 9 Kamen Rider Revice (2021)